# Retailing mix
Le retailing mix est — en marketing opérationnel de la distribution — l'équivalent du concept de marketing mix au niveau d'une enseigne ou d'un point de vente (Walmart, Ikea, Carrefour, Apple Store, The Body Shop, Zara, H&M, etc.)

Il comporte 11 éléments de base alors que le marketing mix des services, dans sa version la plus répandue,  en comporte 7.
Il se développe à deux niveaux : l'enseigne et le point-de-vente (le magasin, l'unité de commercialisation)
Il regroupe les décisions –– censées être pertinentes et cohérentes pour le point de vente ––  en matière de : 
- Place  (Emplacement)
- Parking (« No parking, no business » de Trujillo)
- Permanence (heures d'ouverture)
- Positionnement
- Palette des produits (assortiment)
- Parcours consommateurs
- Politique de prix
- Politique de communication
- Politique de services
  - Politesse du personnel
- Politique de merchandising  qui comprend ;
  - l'assortiment des produits proposés sur le point de vente,
  - ainsi que l'organisation de la surface de vente elle-même.
- Politique de fidélisation
- Etc.